# Manuel Fernández Ginés
Manuel Fernández Ginés (La Zubia, Granada, 25 de febrero de 1971): ciclista español, profesional entre los años 1993 y 2000.
Fue un importante gregario de Tony Rominger y Abraham Olano durante sus años de permanencia en el equipo Mapei y posteriormente en Banesto.
Su mayor éxito deportivo fue la victoria en el Campeonato de España de 1996.
En el Tour de Francia, su mejor resultado lo logró en el edición de 1996, al acabar 16.º en la clasificación general y 3.º en la clasificación de los jóvenes. Fue 2.º en la 11.ª etapa del Tour de aquel año. Este éxito le valió para participar representando a España en los Juegos Olímpicos de ese mismo año, siendo además seleccionado por España para la disputa del Campeonato Mundial de Ciclismo en Ruta en los años 1994 y 1995.

## Palmarés
1996
- Campeonato de España en Ruta

1997
- Vuelta a Asturias, más 1 etapa